# Drehmomentwandler (hydrodynamisch)

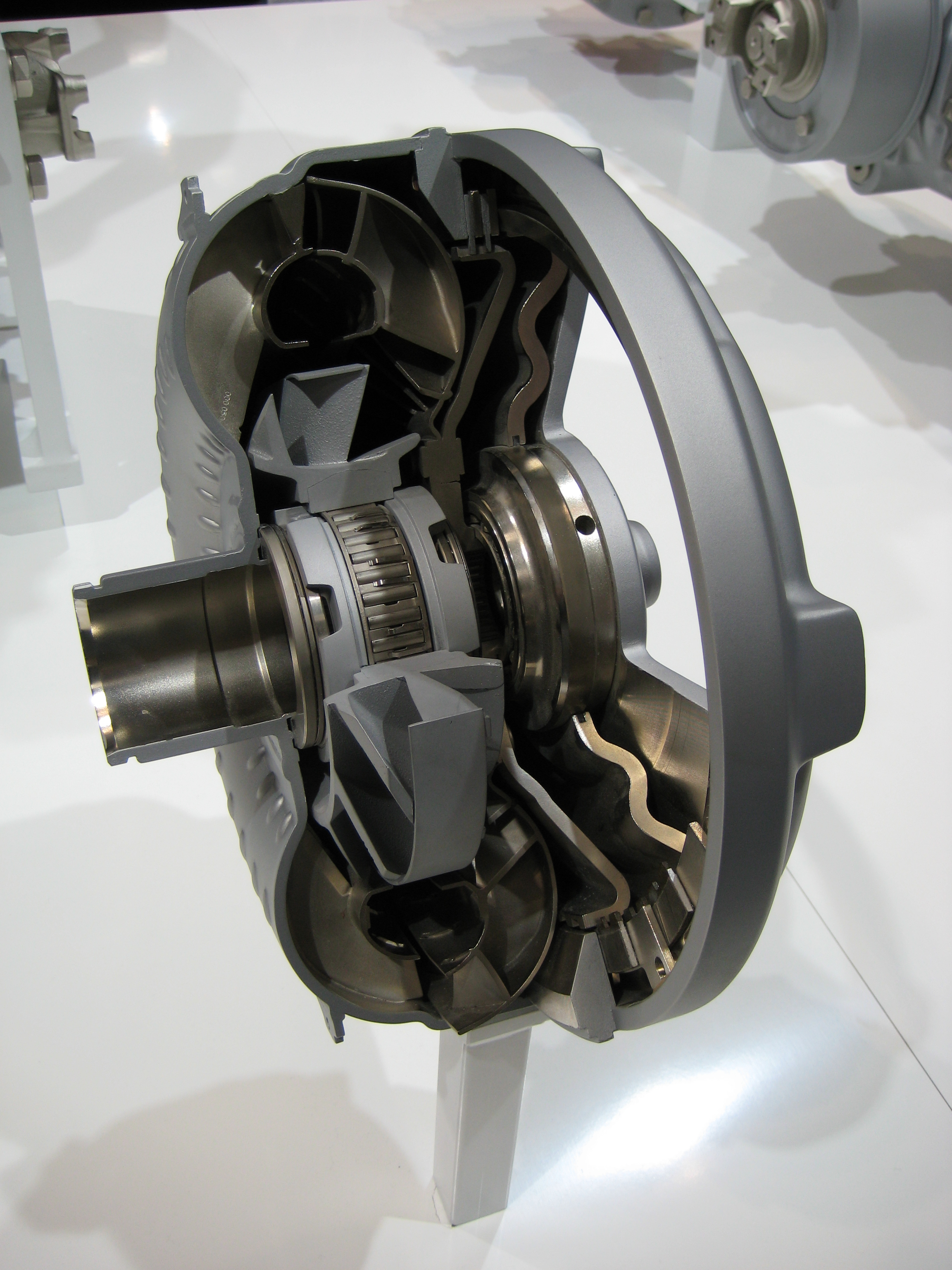
ZF Drehmomentwandler auf der BAUMA 2007

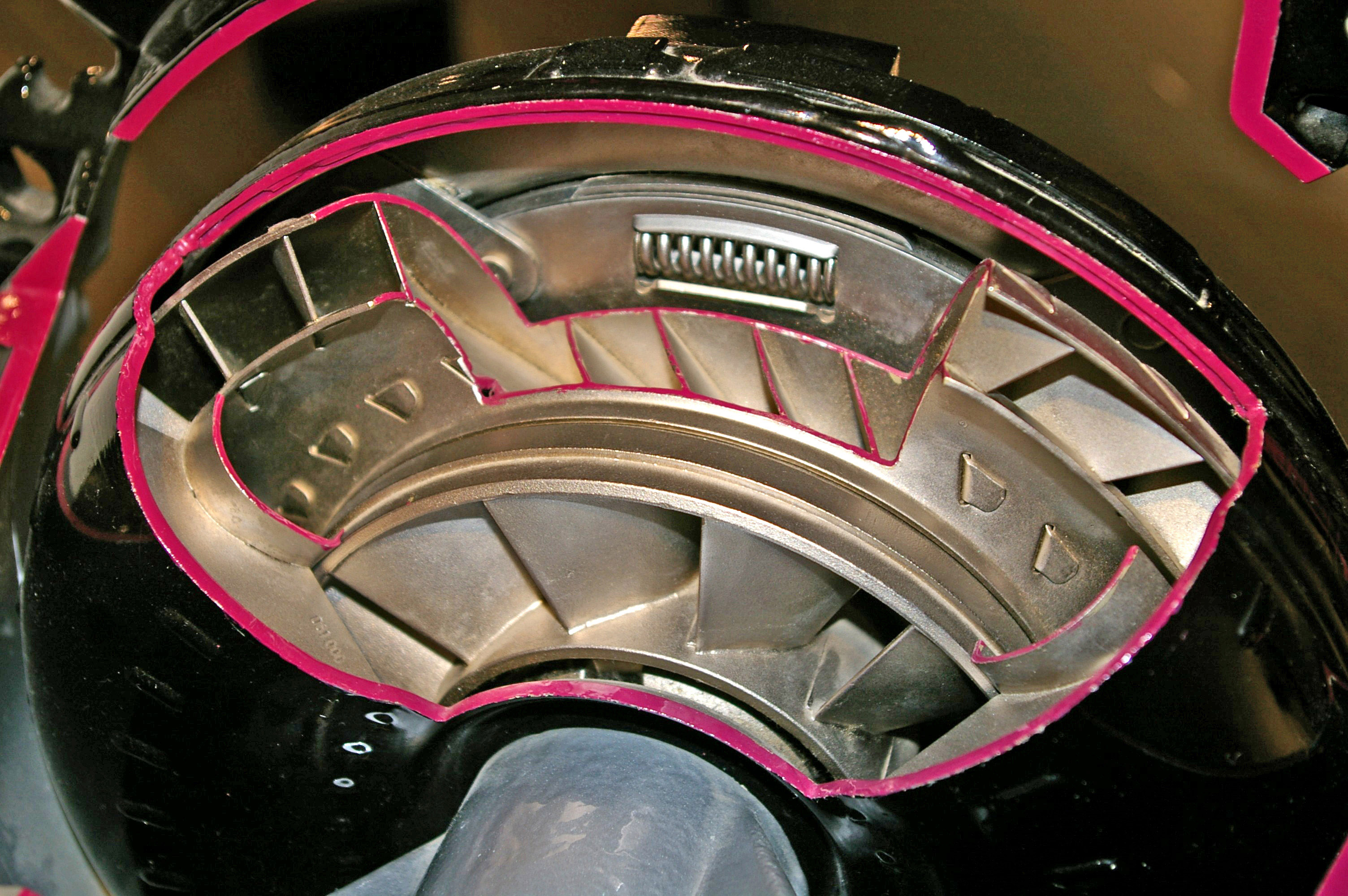
Drehmomentwandler (Schnittmodell) Porsche-Museum Stuttgart

Ein hydrodynamischer Drehmomentwandler oder Föttinger-Wandler ist ein hydrodynamisches Getriebe.
Es wurde von Hermann Föttinger ursprünglich für Schiffsantriebe entwickelt und später auch in Kraftfahrzeugen und Lokomotiven eingesetzt (Föttinger-Prinzip).
In Kraftfahrzeugen mit Automatikgetriebe ist seit langer Zeit der spezielle Trilok-Wandler als Anfahrelement üblich. Die Besonderheit des Trilok-Wandlers ist, dass beim Anfahren mit geringem Drehmoment am Antrieb am stillstehenden oder mit kleiner Drehzahl rotierenden Abtrieb ein hohes Drehmoment  erzeugt wird. Der Wandler wechselt stufenlos und selbsttätig von niedrigem Antriebsdrehmoment bei hoher Antriebsdrehzahl zu hohem Abtriebsdrehmoment bei niedriger Drehzahl oder im Stillstand bei konstanter Motorleistung. Der Wandlungsbereich liegt bei bis zu 1:3 (das Abtriebsdrehmoment ist das Dreifache des Antriebsdrehmoments).
Im Allgemeinen kann jedes Räder-Getriebe sowohl Drehzahl- als auch ein Drehmomentwandler sein.

## Geschichte
Wandler und Trilok sind seit Anfang des 20. Jahrhunderts bekannt. Eine erste Beschreibung für ein solches Getriebe lieferte Hermann Föttinger 1905 in seiner Patentanmeldung über ein „Flüssigkeitsgetriebe mit einem oder mehreren treibenden und einem oder mehreren getriebenen Turbinenrädern zur Arbeitsübertragung zwischen benachbarten Wellen“. In einem späteren Patent stellte Föttinger 1915 eine wesentlich kompaktere Lösung als „Flüssigkeitsgetriebe zur Arbeitsübertragung zwischen benachbarten Wellen mittels treibender und getriebener Turbinenräder“ vor, die den späteren Serienwandlern sehr ähnlich ist. 1925 wurde die Föttinger-Kupplung in Prototypen erprobt. 1928 wurde der Trilok-Wandler entwickelt. 1948 baute General Motors erstmals eine Föttinger-Kupplung serienmäßig in ein Kraftfahrzeug ein (Buick Dynaflow). Bei Borgward erschien 1955 ein Getriebe mit Trilok-Wandler. Dem zunehmenden Interesse am Automatikgetriebe für Pkw trug in den 1960er Jahren ZF nach mehrjähriger Entwicklungsarbeit mit dem Trilok-Wandlergetriebe 3 HP-12/20/25 Rechnung. Dabei wurde das Funktionsprinzip US-amerikanischer Automatikgetriebe auf die Anforderungen kleinerer, höherdrehender Motoren des europäischen Markts abgestimmt. In der Folgezeit wurden zahlreiche Verfeinerungen auf den Markt gebracht, beispielsweise Wandlerüberbrückungskupplungen, vereinfachte Produktion durch Blechumformung, Integration von Torsionsdämpfern und Zweimassenschwungrädern.

## Technik

### Abgrenzung
Die Föttinger-Kupplung hat nur Pumpen- und Turbinenrad, so dass zwischen Eingang und Ausgang eine Drehzahldifferenz besteht, Antriebs- und Abtriebsdrehmoment jedoch gleich bleiben, sie also kein Drehmoment wandelt. Der Drehmomentwandler baut darauf auf, hat aber ein oder zwei stillstehende Leiträder, die den Ölstrom umlenken.

### Funktionsweise
Ein Drehmomentwandler besteht im einfachsten Fall aus den Bauteilen Pumpenrad, Turbinenrad und Leitrad, die in einem gemeinsamen öldichten Gehäuse eingebaut sind.
Das Prinzip der hydrodynamischen Kraftübertragung ist, dass eine Flüssigkeit (Öl, Wasser oder Ähnliches) von den Schaufeln des Pumpenrades erfasst und beschleunigt wird. Das Pumpenrad, das direkt vom Motor angetrieben wird, wandelt die mechanische Energie in Strömungsenergie um, es bildet die so genannte Primärseite. Das Turbinenrad, das bei reinen hydrodynamischen Getrieben direkt mit der Getriebeabtriebswelle (Sekundärseite) verbunden ist, nimmt diese Strömungsenergie wieder auf und stellt mechanische Energie am Abtrieb des Wandlers bereit. Das Leitrad ist fest mit dem Gehäuse verbunden und kann sich daher nicht drehen. Die um etwa 90 Grad gekrümmten Schaufeln des Leitrades lenken das Öl um und bewirken dadurch ein größeres Drehmoment an den Schaufeln des Turbinenrades.
Gleichzeitig erfährt auch das Reaktionsglied (Leitrad) ein entsprechendes Drehmoment, das abgestützt werden muss. Das Leitrad ist als Drehmomentstütze notwendig, da andernfalls das Drehmoment nicht erhöht sein kann und nur die Funktion einer reinen Kupplung erreicht würde. Weiterhin leitet das Leitrad den Ölstrom in einem günstigen Winkel zurück auf die Schaufeln des Pumpenrades, damit ist der Ölkreislauf in sich geschlossen. Die übertragbare Leistung ist außerdem von der Drehzahl abhängig und steigt mit dieser an.
Die Drehmomentwandlung hängt von der Drehzahldifferenz zwischen Pumpen- und Turbinenrad ab. Je größer die Differenz, desto größer kann auch die Drehmomentüberhöhung werden. Wenn sich beide Drehzahlen angleichen, sinken der Wirkungsgrad und die Drehmomentüberhöhung des Wandlers ab. Es gibt mehrere Lösungsansätze, um dennoch einen gleichbleibend hohen Wirkungsgrad zu erzielen: In großen Getrieben werden meist mehrere hydraulische Kreisläufe für verschiedene Drehzahlbereiche verwendet, die entsprechend automatisch gefüllt oder entleert werden.

### Trilok-Wandler
Beim so genannten Trilok-Wandler ist das Leitrad auf einem Freilauf gelagert, sodass der Wandler zur reinen hydrodynamischen Kupplung (Kupplungsbereich, das heißt Kupplung ohne Änderung des Drehmoments) selbsttätig umschaltet; das Leitrad dreht sich nach dem Umschalten frei mit, wenn kein Drehmoment mehr abgestützt werden muss und Antriebs- wie Abtriebsdrehmoment fast gleich sind.
Drehmoment- und Trilok-Wandler kann man daran erkennen, dass sie außer dem An- und Abtrieb auch noch eine Drehmomentstütze für das Leitrad haben, beispielsweise als Befestigung am Gehäuse, die bei einfachen hydrodynamischen Kupplungen („Föttinger-Kupplung“) nicht nötig ist.
Bei neueren Automatikgetrieben wird eine Überbrückungskupplung (Wandlerüberbrückungskupplung, kurz: WÜK) eingesetzt. Diese verbindet die Eingangswelle direkt mit der Ausgangswelle. Der Wirkungsgrad steigt auf nahezu 100 %. Allerdings sind Drehmoment und Drehzahl an Eingangs- und Ausgangswelle gleich.
Der Wandler dämpft auch Drehschwingungen im Antriebsstrang, so dass Anregungen des Motors nicht über die Kardan- und Antriebswellen auf die Karosserie übertragen werden.

## Einbau in Fahrzeugen

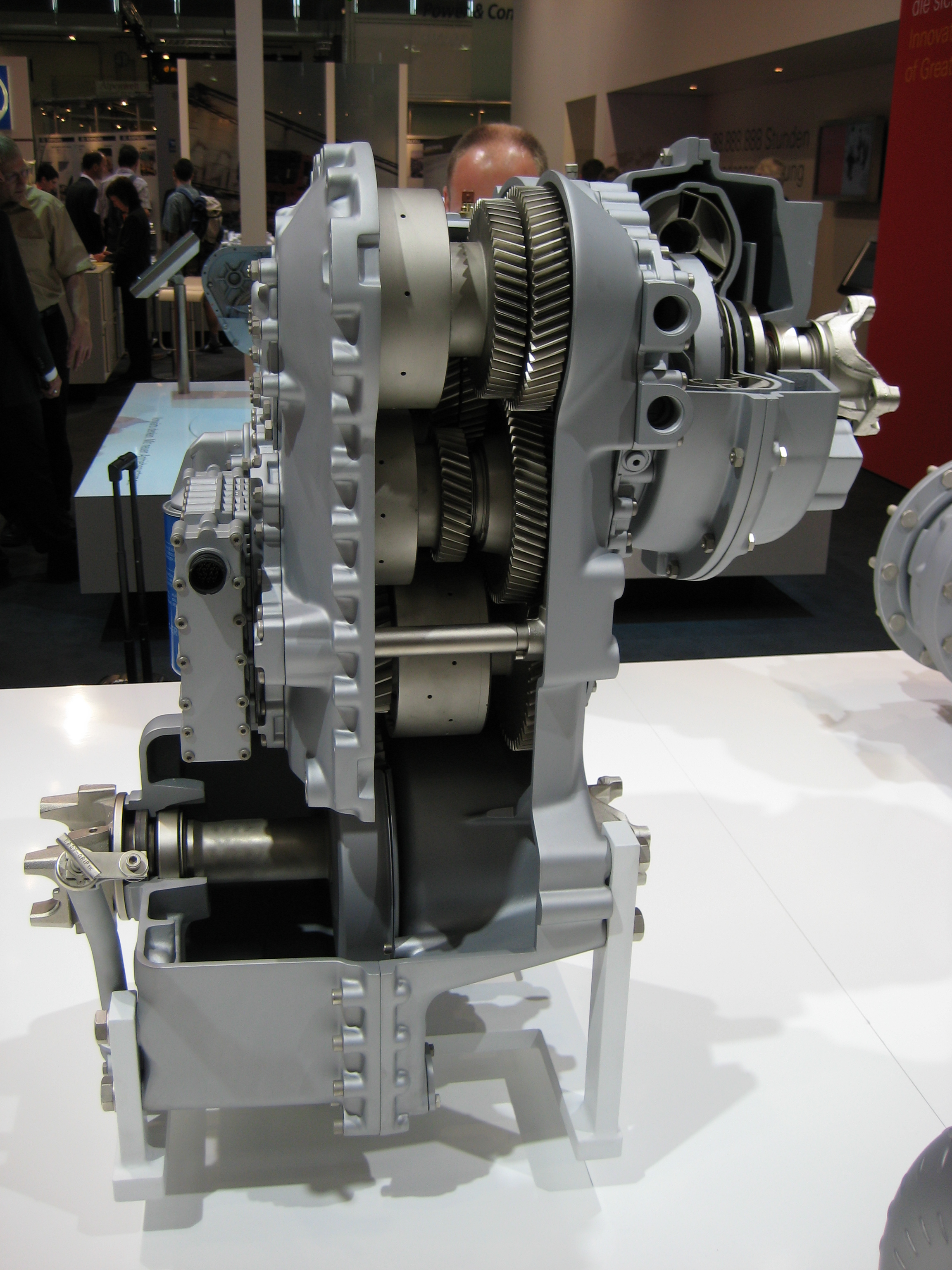
Drehmomentwandler (rechts oben) in einem Baumaschinengetriebe

Der Drehmomentwandler wird im Kraftfahrzeug- und Baumaschinenbau typischerweise in Automatikgetrieben eingesetzt und verbindet die Kurbelwelle mit den weiteren Teilen des Automatikgetriebes.
Im Lokomotiv- und Schiffbau werden oft reine hydrodynamische Getriebe eingesetzt, die mehrere Drehmomentwandler oder auch hydraulische Kupplungen enthalten.
Da der Wirkungsgrad eines Drehmomentwandlers selten 85 % übersteigt und im Kupplungsbereich eines Trilok-Wandlers bei etwa 95 % liegt, wird ein spürbarer Teil der Getriebe-Eingangsleistung in Wärme umgesetzt, die abgeführt werden muss. Deshalb wird ein Teil der Arbeitsflüssigkeit permanent in Umlauf gehalten und gekühlt. Der Einsatz einer Wandlerüberbrückungskupplung verringert die Verlustleistung erheblich. Häufig wird die Kupplung schon in den niedrigen Gängen verwendet und der Drehmomentwandler weitgehend auf seine Funktion als Anfahrelement beschränkt. Beim Anfahren bietet ein Trilok-Wandler dank Drehmomentüberhöhung einen höheren Wirkungsgrad als eine schleifende konventionelle Kupplung. 
Mit der Überbrückung des Drehmomentwandlers verbessert sich der Wirkungsgrad, jedoch wird auch der schwingungsdämpfende Effekt eliminiert, da die Kraftübertragung über den mechanischen Kraftschluss und nicht mehr über die Hydraulikflüssigkeit stattfindet. Um hier den Komfortanforderungen gerecht zu werden, können sogenannte Turbinentorsionsdämpfer (TTD) eingesetzt werden. Eine weitere Möglichkeit, diesen Nachteil zu minimieren, besteht darin, die Wandlerüberbrückungskupplung nicht vollständig zu schließen, sondern mit einer last- und drehzahlabhängigen Schlupfdrehzahl zu betreiben. Die dabei in den Reibelementen der Überbrückungskupplung entstehende Wärme muss allerdings ebenfalls über einen ausreichend dimensionierten, kontinuierlichen Austausch der Flüssigkeit im Wandler abgeführt werden.

## Animationen
- Thomas Schwenke Hydrodynamischer Drehmomentwandler – Funktion und Aufbau
- Drehmomentwandler, wie funktioniert er?